# Aloe fulgens
Aloe fulgens é uma espécie de liliopsida do gênero Aloe, pertencente à família Asphodelaceae.